# Ідзумо-но Окуні
Ідзумо-но Окуні (яп. 出 雲 の 阿 国, «Окуні з Ідзумо»; 1571/1572? — ?) — засновниця театру кабукі.

## Життєпис
Виросла в околицях святилища Святилище Ідзумо, де її батько — Накамура Санемон — працював ковалем; там же працювали ще дехто з родини. З часом Окуні стала міко — служницею храму.
З 1603 була танцівницею в храмі біля річки Камо. Танець-молитва, яку вона виконувала, надихнув на створення власного стилю, що незабаром переріс в особливий вид японського театру — кабукі, де поєднувалися спів, музика і гра акторів.
З 1610 в письмових джерелах не згадувалася. Питання про рік її смерті залишається спірним, дослідники називають 1613, 1640 і 1658.

## Пам'ять
У листопаді 2002 на березі річки Камо в Кіото встановлено пам'ятник Ідзумо-но Окуні.